# Ela
Ela (en hebreo: אלה‎, romanizado: 'Ēlā, lit. 'Árbol de terebinto') fue el cuarto rey de Israel. Su historia está recogida en el Primer libro de los Reyes 16:8-11.
Gobernó en Israel entre los años 886 a 885 a. C. un período de casi dos años. Hijo de Baasa, sucedió a su padre en el trono en Tirsa. Tan solo sabemos que Zimri, jefe de las caballerizas reales, conspiró contra él y lo mató, aprovechando que estaba borracho en casa del mayordomo de palacio: Arsa. Al usurparle el trono Zimri mandó matar a toda la familia real y amigos de Ela.
La Biblia explica el corto reinado de Ela, su fin y el de toda su familia como el cumplimiento de la profecía de Jehú a Baasa, su padre, por los pecados que habían cometido, del mismo modo que se había castigado a la de Jeroboam I en su hijo Nadab.
Extinguida su casa, le sucedió en el trono el rey Zimri.

## Etimología
El significado de ’Ēlā puede variar dependiendo del contexto, pero generalmente tiene estos significados principales:
1.	Árbol de terebinto: este es el significado más común en la Biblia hebrea. El terebinto es un tipo de árbol resistente y perenne, conocido por su uso simbólico en la literatura bíblica.
2.	Diosa: en un contexto mitológico o religioso, ’Ēlā puede referirse a una “diosa,” siendo la forma femenina de El (אל), que significa “dios” en hebreo.
3.	Juramento o maldición: en algunos textos, ’Ēlā también puede referirse a un “juramento” o “maldición.”